# Fussballclub Sankt Gallen 1879
Il Fussballclub Sankt Gallen 1879, noto in italiano come FC San Gallo, è una società calcistica svizzera con sede nella città di San Gallo. Venne fondata il 19 aprile 1879 da alcuni studenti elvetici del collegio Wiget a Rorschach, vicino al lago di Costanza. Attualmente milita in Super League. È il club calcistico, ancora in attività, più antico del paese, e per questo è parte del Club of Pioneers, associazione che accoglie i club più longevi per ogni federazione.

## Storia

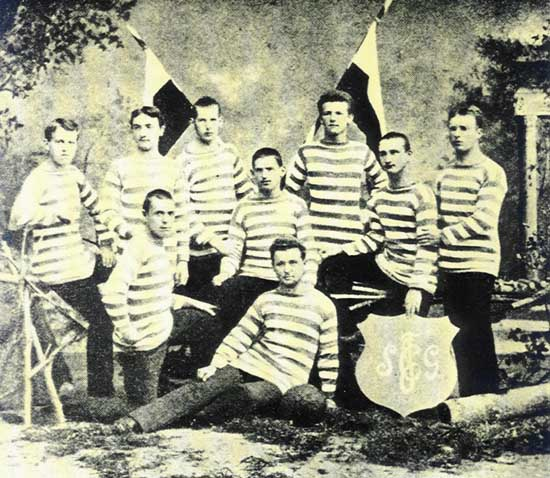
Una formazione del 1881

Il 20 maggio 2008 la prima squadra è stata retrocessa in Challenge League dopo uno spareggio con la squadra ticinese del Bellinzona. Dopo un solo anno di esilio ha riconquistato la promozione in Super League.
Retrocesso nuovamente in Challenge League con il 10º posto della stagione 2010-2011, il San Gallo ha riconquistato la promozione con la vittoria del torneo cadetto 2011-2012.

## Stadio
Sino al 2008 la formazione ha giocato le proprie partite casalinghe all'Espenmoos, considerato uno degli stadi più caldi della Svizzera. Nel mese di maggio del 2008 è stata però inaugurata la nuova AFG Arena, una struttura in grado di offrire 21.000 posti a sedere. Le dimensioni sono 105 per 68 m.

## Allenatori
- 1912 - 1914 Jack Reynolds
- 1914 - 1917 Paul Neumeyer e Oskar Neumeyer
- 1917 - 1918 Paul Neumeyer
- 1918 - 1919 Paul Neumeyer e Konrad Ehrbar
- 1919 - 1920 Paul Neumeyer, Sever Haag, Otto Heim e Hans Frey
- 1920 - 1920 William Townley
- 1920 - 1921 Sever Haag e Otto Heim
- 1921 - 1922 Sever Haag e Konrad Ehrbar
- 1922 - 1922 Leopold Grundwald
- 1922 - 1923 Sever Haag, Konrad Ehrbar e Hans Baumgartner
- 1923 - 1925 William Townley (luglio - febbraio)
- 1925 - 1925 Sever Haag e Konrad Ehrbar (febbraio - luglio)
- 1925 - 1926 Sever Haag e Paul Neumeyer
- 1926 - 1926 Joe Croisier (luglio - dicembre)
- 1926 - 1927 Ignaz Baumgartner e Viktor Goldfarb (dicembre - luglio)
- 1927 - 1928 Ignaz Baumgartner, Viktor Goldfarb e Fidel Prinz
- 1928 - 1929 W. Wilson
- 1928 - 1929 M. Higgins
- 1928 - 1929 Otto Heim e Franz Krüsi
- 1929 - 1931 Bert Hintermann
- 1931 - 1932 Bert Hintermann e Konrad Ehrbar
- 1932 - 1933 Eduard Lieb, Fischer e Fidel Prinz
- 1933 - 1934 Walter Eckert
- 1934 - 1938 Norman Smith
- 1938 - 1942 Bela Volentik
- 1942 - 1943 Gusti Lehmann e Fidel Prinz
- 1943 - 1945 Gusti Lehmann
- 1945 - 1949 James Townley
- 1949 - 1951 Robert Kelly
- 1951 - 1952 Fritz Hack
- 1952 - 1954 Fritz Kerr
- 1954 - 1954 Fidel Prinz
- 1954 - 1955 Josef Schäffer, Hans Berger e Fidel Prinz
- 1955 - 1957 Erich Haag
- 1957 - 1960 Donald Graham
- 1960 - 1963 Josef Lachermeier
- 1963 - 1964 Otto Pfister
- 1964 - 1965 Otto Pfister e Walter Eugster
- 1965 - 1966 Otto Pfister
- 1966 - 1967 Virgil Popescu
- 1967 - 1968 René Brodmann
- 1968 - 1968 René Brodmann e Max Barras (luglio - dicembre)
- 1968 - 1968 Albert Sing (dicembre - dicembre)
- 1968 - 1970 Albert Sing e Walter Eugster (dicembre - marzo)
- 1970 - 1970 Hansruedi Führer e Walter Eugster (marzo - luglio)
- 1970 - 1971 Željko Perušić e Walter Eugster
- 1971 - 1974 Željko Perušić e Kurt Schadegg
- 1974 - 1975 Kurt Schadegg
- 1975 - 1981 Willy Sommer
- 1981 - 1985 Helmuth Johannsen
- 1985 - 1986 Werner Olk
- 1986 - 1987 Uwe Klimaschewski (luglio - marzo)
- 1987 - 1988 Markus Frei (marzo - septembre)
- 1988 - 1991 Kurt Jara (settembre - luglio)
- 1991 - 1992 Heinz Bigler
- 1992 - 1993 Leen Looijen
- 1993 - 1996 Uwe Rapolder
- 1996 - 1999 Roger Hegi (luglio - gennaio)
- 1999 - 2002 Marcel Koller (gennaio - gennaio)
- 2002 - 2002 Gérard Castella (gennaio - settembre)
- 2002 - 2002 Thomas Staub (settembre - dicembre)
- 2002 - 2005 Heinz Peischl (dicembre - luglio)
- 2005 - 2006 Ralf Loose (luglio - aprile)
- 2006 - 2007 Rolf Fringer
- 2007 - 2008 Krasimir Balăkov
- 2008 - 2011 Uli Forte
- 2011 - 2015 Jeff Saibene (- ottobre)
- 2015 - 2015 Daniel Tarone (ottobre)
- 2015 - 2017 Josef Zinnbauer (ottobre - maggio)
- 2017 - 2018 Giorgio Contini (maggio - aprile)
- 2018 - 2024 Peter Zeidler
- 2024 - Enrico Maaßen (luglio -)

## Giocatori celebri
Marco Tardelli vestì la maglia del San Gallo nella stagione 1987-1988, dove concluse la carriera.

## Palmarès

### Competizioni nazionali
- Campionato svizzero: 2

1903-1904, 1999-2000
- Campionato di Lega Nazionale B/Challenge League: 4

1948-1949, 1970-1971, 2008-2009, 2011-2012
- Campionato di Prima Lega: 3

1934-1935, 1938-1939, 1964-1965
- Coppa Svizzera: 1

1968-1969
- Coppa di Lega svizzera: 1

1977-1978

### Altri piazzamenti
- Campionato svizzero:

Secondo posto: 2019-2020
Terzo posto: 1917-1918, 1982-1983, 2000-2001, 2012-2013
- Anglo-Cup:

Finalista: 1909-1910
- Coppa Svizzera:

Finalista: 1944-1945, 1976-1977, 1997-1998, 2020-2021, 2021-2022
Semifinalista: 1971-1972, 1983-1984, 2003-2004, 2009-2010, 2014-2015
- Coppa di Lega svizzera:

Finalista: 1981-1982
Semifinalista: 1980-1981
- Challenge League:

Secondo posto: 1967-1968
Terzo posto: 1945-1946

## Statistiche e record

### Statistiche nelle competizioni UEFA
Tabella aggiornata alla fine della stagione 2024-2025.
| Competizione                  | Partecipazioni | G  | V | N | P  | RF | RS |
| ----------------------------- | -------------- | -- | - | - | -- | -- | -- |
| UEFA Champions League         | 1              | 2  | 0 | 1 | 1  | 3  | 4  |
| Coppa delle Coppe             | 1              | 4  | 1 | 2 | 1  | 2  | 6  |
| Coppa UEFA/UEFA Europa League | 7              | 25 | 8 | 4 | 13 | 28 | 44 |
| UEFA Conference League        | 1              | 6  | 1 | 2 | 3  | 10 | 18 |
| Coppa Intertoto               | 3              | 10 | 6 | 1 | 3  | 23 | 10 |

### Risultati nelle competizioni UEFA
| Stagione  | Competizione      | Round                           | Nazione                | Club             | Risultato |
| --------- | ----------------- | ------------------------------- | ---------------------- | ---------------- | --------- |
| 1969-1970 | Coppa delle Coppe | Sedicesimi di finale            | Danimarca (bandiera)   | Frem             | 1-2, 1-0  |
|           |                   | Ottavi di finale                | Bulgaria (bandiera)    | Levski Sofia     | 0-4, 0-0  |
| 2000-2001 | Champions League  | Terzo Turno Preliminare         | Turchia (bandiera)     | Galatasaray      | 1-2, 2-2  |
| 2013-14   | Europa League     | Spareggio                       | Russia (bandiera)      | Spartak Mosca    | 1-1, 4-2  |
|           |                   | Fase a Gironi                   | Russia (bandiera)      | Kuban' Krasnodar | 2-0, 0-4  |
|           |                   | Fase a Gironi                   | Inghilterra (bandiera) | Swansea City     | 0-1, 1-0  |
|           |                   | Fase a Gironi                   | Spagna (bandiera)      | Valencia         | 1-5, 2-3  |
| 2018-19   | Europa League     | Secondo turno di qualificazione | Norvegia (bandiera)    | Sarpsborg 08     | 2-1, 0-1  |
| 2020-21   | Europa League     | Terzo turno di qualificazione   | Grecia (bandiera)      | AEK Atene        | 0-1       |

## Organico

### Rosa 2024-2025
Aggiornata al 30 gennaio 2025.
| N. |                         | Ruolo | Calciatore        |
| -- | ----------------------- | ----- | ----------------- |
| 1  | Ghana (bandiera)        | P     | Lawrence Ati-Zigi |
| 3  | Ghana (bandiera)        | D     | Musah Nuhu        |
| 4  | Croazia (bandiera)      | D     | Jozo Stanić       |
| 5  | Ghana (bandiera)        | D     | Stephan Ambrosius |
| 7  | Svizzera (bandiera)     | C     | Christian Witzig  |
| 8  | Spagna (bandiera)       | C     | Jordi Quintillà   |
| 9  | Francia (bandiera)      | A     | Willem Geubbels   |
| 10 | RD del Congo (bandiera) | A     | Chadrac Akolo     |
| 11 | Guinea (bandiera)       | A     | Moustapha Cissé   |
| 13 | Svizzera (bandiera)     | C     | Grégory Karlen    |
| 14 | Camerun (bandiera)      | C     | Noah Yannick      |
| 15 | Mali (bandiera)         | D     | Abdoulaye Diaby   |
| 16 | Germania (bandiera)     | C     | Lukas Görtler     |
| 18 | RD del Congo (bandiera) | A     | Felix Mambimbi    |

| N. |                     | Ruolo | Calciatore         |
| -- | ------------------- | ----- | ------------------ |
| 20 | Austria (bandiera)  | D     | Albert Vallci      |
| 22 | Germania (bandiera) | D     | Konrad Faber       |
| 23 | Kosovo (bandiera)   | C     | Betim Fazliji      |
| 24 | Svizzera (bandiera) | C     | Bastien Toma       |
| 25 | Germania (bandiera) | P     | Lukas Watkowiak    |
| 30 | Spagna (bandiera)   | C     | Víctor Ruiz        |
| 35 | Germania (bandiera) | P     | Bela Dumrath       |
| 36 | Germania (bandiera) | D     | Chima Okoroji      |
| 63 | Svizzera (bandiera) | C     | Corsin Konietzke   |
| 64 | Serbia (bandiera)   | C     | Mihailo Stevanović |
| 77 | Ungheria (bandiera) | A     | Kevin Csoboth      |
| 90 | Serbia (bandiera)   | A     | Jovan Milošević    |
|    | Camerun (bandiera)  | A     | Jean-Pierre Nsame  |

#### Staff tecnico
| Allenatore:              | Enrico Maaßen    |
| Vice allenatore:         | Sebastian Block  |
| Vice allenatore:         | Marvin Compper   |
| Vice allenatore:         | Jonas Maier      |
| Allenatore dei portieri: | Stefano Razzetti |